# Sven Peter Yckenberg
Sven Peter Yckenberg, född omkring 1730, död 17 december 1800 i Uppsala, var en svensk borgmästare. Yckenberg, beryktad som misslyckad talare, var kommissionslantmätare och blev sedan politieborgmästare i Uppsala stad med assessors titel. 
Sven Peter Yckenberg var son till lantmätaren Peter Yckenberg och Maria Boije. Efter studier vid Uppsala universitet blev han extraordinarie lantmätare och 1757 kommissionslantmätare. Han blev politieborgmästare i Uppsala 1769 och var från 1796 även justitieborgmästare där.
Hans samtida var oerhört roade av de bombastiska plattheterna i hans Tal öfver kronprinsen Gustaf Adolphs födelse (1778). I talet började han med att konstatera att hösten ju brukar vara en kulen, dimmig och "olustig" årstid. Men nu var det som om sommaren med ett språng kommit tillbaka "och uti en enda vändning åter uppeldat de stelnade fälten".
Yckenberg fortsatte: "Från rikets alla landamären höras idel dansar och midsommars visor, samt själve den tröttaste dannemannen tyckes rida i brudfärd, ja ungdomen känner icke sina krämpor, under det att från städer och bygd nu höres sorl av ’Vivat’ och hurrande rop, då jämte den uppstigande röken knallande skott dundra från Rikets Slott och Fästen."
Uppgiften att spefågeln Elis Schröderheim haft sin hand med i talets avfattande torde sakna all grund. Talet utgavs ånyo 1830 och av Per Hanselli 1859 (jämte ytterligare ett tal av Yckenberg). Det är denne Yckenberg som Anna Maria Lenngren åsyftar med "borgmästarn i Upsala" i sitt poem Äreporten (1793). Johan Gabriel Oxenstierna skrev en dikt under namnet "En borgmästare Yckenberg".